# 洪沟站
洪沟站是一个京沪线上的铁路车站，位于山东省泰安市岱岳区大洪沟村，建于1911年，目前为四等站，邮政编码为271025。目前客运：办理旅客乘降；行李、包裹托运；不办理货运营业。